# William Wallace
William Wallace (tiếng Gael Scotland: Uilleam Uallas, phát âm [ˈɯʎam ˈuəl̪ˠəs̪] / Uy(u)-lâm U(ơ-u)-lợt; tiếng Norman: William le Waleys;, 1270 – 23 tháng 8 năm 1305) là một hiệp sĩ người Scotland, người đã trở thành một trong những nhà lãnh đạo chính trong Chiến tranh giành độc lập Scotland lần thứ nhất.
Cùng với Andrew Moray, Wallace đã đánh bại quân đội Anh trong Trận cầu Stirling vào tháng 9 năm 1297. Ông được bổ nhiệm làm Người giám hộ của Scotland và phục vụ cho đến khi thất bại trong Trận Falkirk vào tháng 7 năm 1298. Tháng 8 năm 1305, Wallace bị bắt ở Robroyston, gần Glasgow, và được giao cho Vua Edward I của Anh, người đã treo cổ, lôi kéo và phân xác ông vì tội phản quốc và tội ác chống lại thường dân Anh.
Kể từ khi qua đời, Wallace đã có được một vị thế huyền thoại vượt xa quê hương của mình. Anh ấy là nhân vật chính trong bài thơ sử thi thế kỷ 15 The Wallace của Blind Harry và là chủ đề của các tác phẩm văn học của Jane Porter và Sir Walter Scott, và của bộ phim đoạt giải Oscar Trái tim dũng cảm.

## Lý lịch
William Wallace là một thành viên của tầng lớp quý tộc thấp hơn, nhưng người ta biết rất ít về lịch sử gia đình hoặc thậm chí cả nguồn gốc của ông. Con dấu riêng của William, được tìm thấy trên một bức thư gửi đến thành phố Lübeck của Hanse vào năm 1297, ghi tên cha ông là Alan Wallace. Alan Wallace này có thể giống với người được liệt kê trong Ragman Rolls năm 1296 với tư cách là người thuê vương miện ở Ayrshire, nhưng không có xác nhận bổ sung nào. Những người khác đã suy đoán Alan này đã tổ chức một Ellerslie, gần Kilmarnock, Ayrshire, và nếu đúng, khu đất này có thể là nơi sinh của William; mặc dù không có tài liệu nào về việc Wallaces' nắm giữ điền trang vào giữa thế kỷ 13. Bài thơ cuối thế kỷ 15 của Blind Harry đề xuất một người cha thay thế cho William, Ngài Malcolm của Elderslie, ở Renfrewshire; và tương tự như vậy đã dẫn đến nơi sinh có thể có của William. Không có bằng chứng đương đại nào liên kết ông với một trong hai địa điểm, mặc dù cả hai khu vực đều có mối liên hệ với đại gia đình Wallace. Hồ sơ cho thấy các thành viên ban đầu của gia đình nắm giữ các điền trang tại Riccarton, Tarbolton, Auchincruive ở Kyle và Stenton ở Đông Lothian. Họ là chư hầu của James Stewart, Quản gia cấp cao thứ 5 của Scotland khi vùng đất của họ rơi vào lãnh thổ của anh ta. Người ta cho rằng anh em của Wallace là Malcolm và John được biết đến từ các nguồn khác, nhưng thiếu bằng chứng có thể kiểm chứng về mối quan hệ của John với William.
Nguồn gốc của họ Wallace và mối liên hệ của nó với vùng tây nam Scotland cũng không chắc chắn, ngoài việc cái tên này bắt nguồn từ tiếng Anh cổ wylisc (phát âm là "wullish"), có nghĩa là "người nước ngoài" hoặc "người xứ Wales". Có thể tất cả những người Wallaces ở khu vực Clyde đều là những người nhập cư thời trung cổ từ xứ Wales, nhưng vì thuật ngữ này cũng được sử dụng cho vương quốc Strathclyde nói tiếng Cumbric của người Anh gốc Celt, nên có vẻ như họ này dùng để chỉ những người được coi là là "tiếng Wales" do ngôn ngữ Cumbric của họ. Truyền thống gia đình cho rằng Wallace là hậu duệ của chị gái của Thánh Patrick, điều này sẽ củng cố giả thuyết về nguồn gốc xứ Wales.

## Sự nghiệp quân sự

### Khủng hoảng chính trị ở Scotland
Bài chi tiết: Những người tranh giành Vương miện Scotland

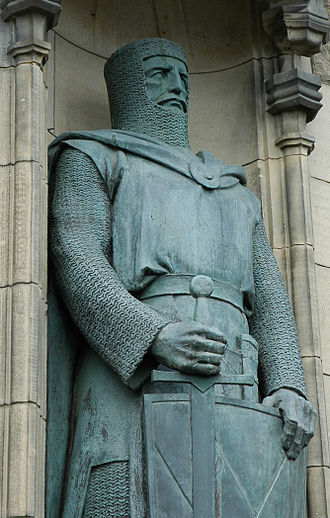
Tượng Wallace tại Lâu đài Edinburgh

Khi Wallace lớn lên, Vua Alexander III cai trị Scotland. Triều đại của ông đã chứng kiến một thời kỳ hòa bình và ổn định kinh tế. Tuy nhiên, vào ngày 19 tháng 3 năm 1286, Alexander qua đời sau khi ngã ngựa. Người thừa kế ngai vàng là cháu gái của Alexander, Margaret, Người hầu gái của Na Uy. Khi cô vẫn còn là một đứa trẻ và ở Na Uy, các lãnh chúa Scotland đã thành lập một chính phủ gồm những người giám hộ. Margaret ngã bệnh trong chuyến đi đến Scotland và qua đời ở Orkney vào cuối tháng 9 năm 1290. Việc thiếu người thừa kế rõ ràng đã dẫn đến một thời kỳ được gọi là "Đại Nguyên nhân", với tổng cộng mười ba ứng cử viên tranh giành ngai vàng. Những tuyên bố đáng tin cậy nhất là của John Balliol và Robert Bruce, ông nội của vị vua tương lai Robert the Bruce.
Với việc Scotland có nguy cơ rơi vào nội chiến, Vua Edward I của Anh đã được giới quý tộc Scotland mời đến để phân xử. Trước khi quá trình có thể bắt đầu, anh ấy nhấn mạnh rằng tất cả các ứng cử viên đều công nhận anh ấy là Lãnh chúa tối cao của Scotland. Vào đầu tháng 11 năm 1292, tại một tòa án phong kiến lớn được tổ chức trong lâu đài ở Berwick-upon-Tweed, phán quyết được đưa ra có lợi cho John Balliol, người có yêu sách mạnh mẽ nhất về mặt pháp luật dựa trên việc là người có thâm niên trong gia phả mặc dù không có quan hệ huyết thống.
Edward tiến hành các bước để dần dần làm suy yếu quyền lực của John, coi Scotland như một nước chư hầu phong kiến, yêu cầu phải tỏ lòng kính trọng đối với bản thân và hỗ trợ quân sự trong cuộc chiến chống Pháp — thậm chí còn triệu tập Vua John Balliol đứng trước tòa án Anh với tư cách là một nguyên đơn chung. Người Scotland nhanh chóng cảm thấy mệt mỏi với vị vua bị thỏa hiệp sâu sắc của họ, và hướng điều hành công việc đã bị những người đứng đầu vương quốc tước đoạt khỏi tay ông, những người đã bổ nhiệm một Hội đồng Mười hai người—trên thực tế, một nhóm Người bảo vệ mới—tại Stirling vào tháng Bảy Năm 1295. Họ tiếp tục ký kết một hiệp ước tương trợ với Pháp—những năm sau đó được gọi là Liên minh Auld.
Để trả đũa hiệp ước của Scotland với Pháp, Edward I đã xâm lược, xông vào Berwick-upon-Tweed và bắt đầu Chiến tranh giành độc lập của Scotland. Người Scotland bị đánh bại tại Dunbar và người Anh chiếm Lâu đài Dunbar vào ngày 27 tháng 4 năm 1296. Edward buộc John phải thoái vị, điều mà ông đã làm tại Stracathro gần Montrose vào ngày 10 tháng 7 năm 1296. Tại đây, các cánh tay của Scotland chính thức bị xé toạc khỏi chiếc áo khoác ngoài của John, khiến anh ta có cái tên quen thuộc là "Toom Tabard" (áo khoác trống). Đến tháng 7, Edward đã chỉ thị cho các sĩ quan của mình nhận được sự tôn kính chính thức từ khoảng 1.800 quý tộc Scotland (nhiều người trong số họ còn lại là tù nhân chiến tranh vào thời điểm đó).

### Những năm im lặng trước Chiến tranh giành độc lập
Một số nhà sử học [ai?] tin rằng Wallace phải có một số kinh nghiệm quân sự trước đó để lãnh đạo một chiến dịch quân sự thành công vào năm 1297. Các chiến dịch như cuộc chiến của Edward I của Anh ở xứ Wales có thể đã tạo cơ hội tốt cho con trai út của một chủ đất trở thành lính đánh thuê. Con dấu cá nhân của Wallace mang phù hiệu của cung thủ, vì vậy anh ta có thể đã chiến đấu với tư cách là một cung thủ trong quân đội của Edward.
Walter Bower nói rằng Wallace là "một người đàn ông cao lớn với thân hình của một người khổng lồ... với hai bên sườn dài... hông rộng, cánh tay và chân khỏe... với tất cả các chi đều rất khỏe và rắn chắc". Blind Harry's Wallace cao tới 7 feet.

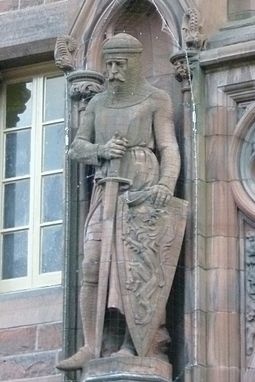
Bức tượng Wallace của D. W. Stevenson tại Phòng trưng bày Chân dung Quốc gia Scotland, Edinburgh

### Bắt đầu cuộc nổi dậy
Hành động đầu tiên chắc chắn được biết là do Wallace thực hiện là việc ông giết William de Heselrig, Cảnh sát trưởng cấp cao người Anh của Lanark, vào tháng 5 năm 1297. Sau đó, ông tham gia cùng với William the Hardy, Lãnh chúa của Douglas, và họ tiến hành cuộc đột kích vào bánh nướng. Đây là một trong nhiều cuộc nổi dậy diễn ra trên khắp Scotland, bao gồm cả cuộc nổi dậy của một số quý tộc Scotland và Andrew Moray ở phía bắc.
Cuộc nổi dậy bị giáng một đòn mạnh khi các quý tộc quy phục người Anh tại Irvine vào tháng Bảy. Wallace và Moray không tham gia và tiếp tục nổi loạn. Wallace đã sử dụng Rừng Ettrick làm căn cứ để đột kích và tấn công cung điện của Wishart tại Ancrum. Wallace và Moray gặp nhau và gia nhập lực lượng của họ, có thể là trong cuộc vây hãm Dundee vào đầu tháng 9.

### Trận Cầu Stirling
Bài chi tiết: Trận Cầu Stirling

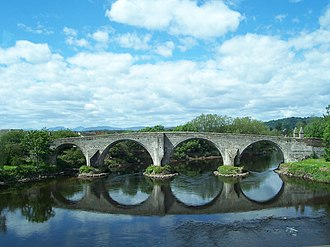
Cầu Stirling sau này

Vào ngày 11 tháng 9 năm 1297, một đội quân do Wallace và Andrew Moray chỉ huy đã giành chiến thắng trong Trận cầu Stirling. Mặc dù đông hơn rất nhiều, quân đội Scotland đã đánh bại quân đội Anh. John de Warenne, Đội quân phong kiến thứ 6 của Bá tước Surrey gồm 3.000 kỵ binh và 8.000 đến 10.000 bộ binh đã gặp thảm họa khi họ vượt qua phía bắc của con sông. Độ hẹp của cây cầu khiến nhiều binh lính không thể băng qua cùng nhau (có thể chỉ có ba người đi cùng nhau), vì vậy, trong khi lính Anh băng qua, người Scotland đã giữ lại cho đến khi một nửa trong số họ đi qua và sau đó giết người Anh nhanh nhất có thể. Bộ binh được cử đi trước, theo sau là kỵ binh hạng nặng. Đội hình schiltron của người Scotland buộc bộ binh phải lùi vào đội kỵ binh đang tiến lên. Một cuộc tấn công quan trọng, do một trong những đội trưởng của Wallace chỉ huy, đã khiến một số binh lính Anh phải rút lui khi những người khác tiến lên, và dưới sức nặng quá lớn, cây cầu đã bị sập và nhiều binh sĩ Anh chết đuối. Do đó, người Scotland đã giành được một chiến thắng quan trọng, nâng cao sự tự tin cho quân đội của họ. Hugh de Cressingham, thủ quỹ của Edward ở Scotland, đã chết trong trận chiến và người ta cho rằng thi thể của ông sau đó đã bị lột da và da bị cắt thành nhiều mảnh nhỏ như một dấu hiệu của chiến thắng. Biên niên sử Lanercost ghi lại rằng Wallace đã có "một dải rộng [da của Cressingham]... được lấy từ đầu đến gót chân, để làm một thanh kiếm cho thanh kiếm của mình".
Sau trận chiến, Moray và Wallace thay mặt Vua John Balliol đảm nhận danh hiệu Người bảo vệ Vương quốc Scotland. Moray chết vì vết thương trên chiến trường vào khoảng cuối năm 1297.
Khoảng tháng 11 năm 1297, Wallace dẫn đầu một cuộc đột kích quy mô lớn vào miền bắc nước Anh, qua Northumberland và Cumberland.
Trong một buổi lễ, tại 'Kirk o' the Forest' (Selkirk), vào cuối năm, Wallace được phong tước hiệp sĩ. Điều này sẽ được thực hiện bởi một trong ba bá tước Scotland—Carrick, Strathearn hoặc Lennox.

### Trận Falkirk
Bài chi tiết: Trận Falkirk

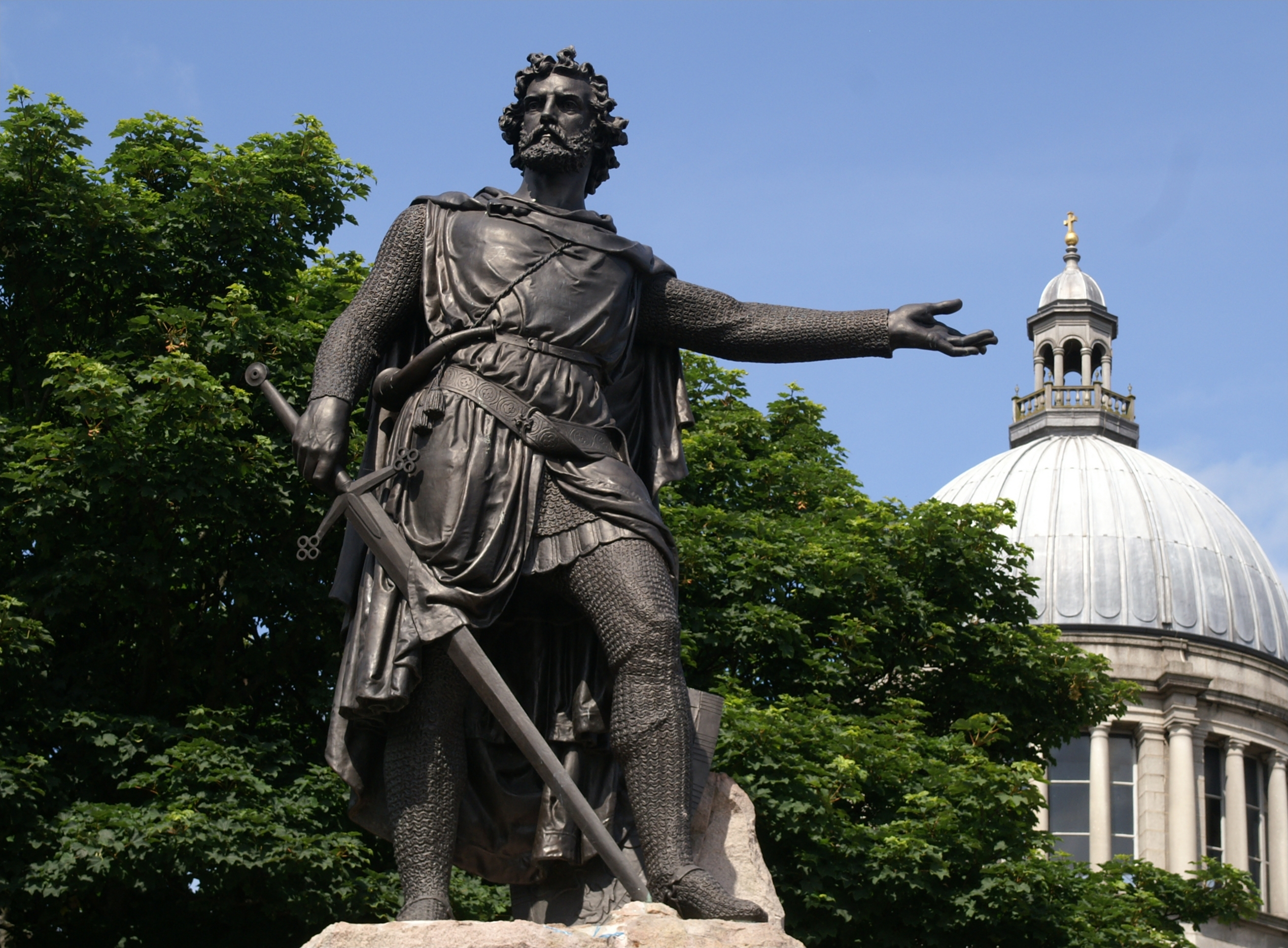
Tượng William Wallace, Aberdeen

Vào tháng 4 năm 1298, Edward ra lệnh xâm lược Scotland lần thứ hai. Hai ngày trước trận chiến, 25.781 bộ binh đã được trả lương. Hơn một nửa trong số họ sẽ là người xứ Wales. Không có nguồn tin rõ ràng nào về sự hiện diện của kỵ binh, nhưng có thể chắc chắn rằng Edward có khoảng 1.500 con ngựa dưới quyền chỉ huy của mình.Họ cướp bóc Lothian và giành lại một số lâu đài, nhưng không thể đưa William Wallace ra trận; Người Scotland che khuất quân đội Anh, có ý định tránh trận chiến cho đến khi thiếu nguồn cung cấp và tiền bạc buộc Edward phải rút lui, lúc đó người Scotland sẽ quấy rối đường rút lui của anh ta. Việc các quân sư người Anh không chuẩn bị cho cuộc thám hiểm đã khiến tinh thần và nguồn cung cấp lương thực xuống thấp, dẫn đến một cuộc bạo động trong chính quân đội của Edward đã phải bị kỵ binh của ông dập tắt. Vào tháng 7, khi đang lên kế hoạch quay trở lại Edinburgh để tiếp tế, Edward nhận được thông tin tình báo rằng người Scotland đang đóng trại gần đó tại Falkirk, và anh nhanh chóng di chuyển để giao chiến với họ trong trận chiến cao độ mà anh đã mong đợi từ lâu.
Wallace bố trí những người lính cầm giáo của mình thành bốn schiltron — đội hình con nhím phòng thủ hình tròn, có lẽ được bao quanh bởi các cọc gỗ nối với dây thừng, để giữ cho bộ binh theo đội hình. Tuy nhiên, người Anh đã sử dụng các cung thủ xứ Wales, những người đã sử dụng ưu thế chiến thuật có lợi cho họ. Người Anh tiến hành tấn công bằng kỵ binh và khiến các cung thủ Scotland phải bỏ chạy. Kị binh Scotland cũng rút lui do thua kém ngựa hạng nặng của Anh. Người của Edward bắt đầu tấn công quân schiltron vẫn có thể gây thương vong nặng nề cho kỵ binh Anh. Vẫn chưa rõ liệu việc bộ binh bắn tên, mũi tên và đá vào những người lính cầm giáo có phải là yếu tố quyết định hay không, mặc dù rất có khả năng đó là mũi tên của những người lính cung của Edward. Những khoảng trống trong schiltron sớm xuất hiện, và người Anh đã khai thác những khoảng trống này để tiêu diệt lực lượng kháng cự còn lại. Người Scotland đã mất nhiều người, bao gồm cả John de Graham. Wallace trốn thoát, mặc dù danh tiếng quân sự của ông bị ảnh hưởng nặng nề.
Đến tháng 9 năm 1298, Wallace từ chức Người giám hộ Scotland để ủng hộ Robert the Bruce, Bá tước Carrick và vị vua tương lai, và John Comyn, cháu trai của Vua John Balliol.
Thông tin chi tiết về các hoạt động của Wallace sau đó rất mơ hồ, nhưng có một số bằng chứng cho thấy ông đã thực hiện một nhiệm vụ đến triều đình của Vua Philip IV của Pháp để cầu xin sự hỗ trợ trong cuộc đấu tranh giành độc lập của Scotland. Có một lá thư còn sót lại của nhà vua Pháp đề ngày 7 tháng 11 năm 1300 gửi cho các sứ thần của ông ở Rome yêu cầu họ giúp đỡ Ngài William. Nó cũng gợi ý rằng Wallace có ý định đến Rome, mặc dù không biết liệu ông có làm vậy hay không. Cũng có báo cáo của một điệp viên người Anh tại cuộc họp của các nhà lãnh đạo Scotland, nơi họ nói rằng Wallace đang ở Pháp.
Đến năm 1304, Wallace trở lại Scotland và tham gia vào các cuộc giao tranh tại Happrew và Earnside.

### Bắt giữ và hành quyết

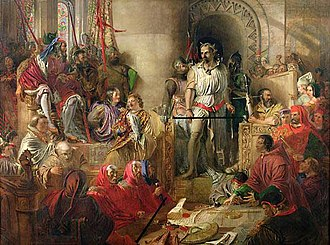
Phiên tòa xét xử Wallace tại Hội trường Westminster. Tranh của Daniel Maclise.

Wallace trốn tránh sự bắt giữ của người Anh cho đến ngày 5 tháng 8 năm 1305, khi John de Menteith, một hiệp sĩ Scotland trung thành với Edward, giao Wallace cho binh lính Anh tại Robroyston, gần Glasgow, một địa điểm được tưởng niệm bằng một tượng đài nhỏ có hình cây thánh giá Celtic. Những giấy thông hành an toàn từ Haakon V của Na Uy, Philip IV của Pháp và John Balliol, cùng với các tài liệu khác, đã được tìm thấy thuộc quyền sở hữu của Wallace và được John de Segrave giao cho Edward.
Wallace được đưa đến London, trú tại nhà của William de Leyrer, sau đó được đưa đến Hội trường Westminster, nơi anh ta bị xét xử vì tội phản quốc và tội ác chống lại thường dân trong chiến tranh, "không phân biệt tuổi tác, giới tính, tu sĩ hay nữ tu." Anh ta được đội vương miện bằng một vòng hoa sồi để ám chỉ rằng anh ta là vua của những kẻ sống ngoài vòng pháp luật. Anh ta đáp lại lời buộc tội phản quốc, "Tôi không thể là kẻ phản bội Edward, vì tôi chưa bao giờ là thần dân của anh ta."

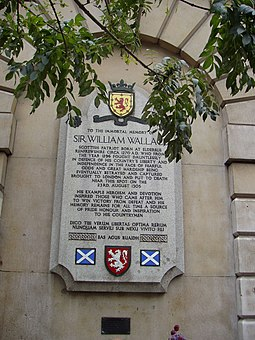
Tấm biển đánh dấu nơi hành quyết Wallace

Sau phiên tòa, vào ngày 23 tháng 8 năm 1305, Wallace bị đưa từ hội trường đến Tháp Luân Đôn, sau đó bị lột trần và kéo lê khắp thành phố bằng gót ngựa đến Elms ở Smithfield. Anh ta bị treo cổ, lôi ra và làm tư—bị siết cổ bằng cách treo cổ, nhưng được thả ra khi anh ta vẫn còn sống, làm cho kiệt sức, moi ruột (với ruột bị đốt cháy trước mặt), chặt đầu, sau đó cắt thành bốn phần. Đầu của Wallace được nhúng trong hắc ín và đặt trên đỉnh cầu London. Đầu được bảo quản của ông sau đó được ghép với đầu của anh trai John và những người đồng hương của ông là Simon Fraser và John xứ Strathbogie. Tay chân của Wallace được trưng bày riêng biệt ở Newcastle, Berwick, Stirling và Perth. Một tấm bảng, được công bố vào ngày 8 tháng 4 năm 1956, nằm trên bức tường của Bệnh viện St. Bartholomew gần địa điểm hành quyết Wallace tại Smithfield. Nó bao gồm các từ bằng tiếng Latinh "Dico tibi verum libertas optima rerum nunquam servili sub nexu vivito fili" (Tôi nói cho bạn biết sự thật. Tự do là điều tốt nhất. Các con trai, đừng bao giờ sống cuộc sống như nô lệ.), và bằng tiếng Gaelic "Bas Agus Buaidh " (Cái chết và Chiến thắng), một tiếng kêu xung trận cổ của người Scotland.
Năm 1869, Tượng đài Wallace được dựng lên, gần địa điểm diễn ra chiến thắng của ông tại Cầu Stirling. Thanh kiếm Wallace, được cho là của Wallace, mặc dù một số bộ phận được làm sau ít nhất 160 năm, đã được cất giữ trong nhiều năm tại Lâu đài Dumbarton và hiện nằm trong Đài tưởng niệm Wallace.

## Ảnh hưởng
Wallace là lĩnh tụ phong trào nổi dậy trong cuộc Chiến tranh giành độc lập Scotland chống lại Edward I và đánh bại quân Anh trong trận cầu Stirling, nên đến ngày nay, ông được tưởng niệm tại Scotland với tư cách anh hùng cứu quốc Scotland.
Wallace đã trở thành nguồn cảm hứng sáng tác cho bài thơ The Acts and Deeds of Sir William Wallace, Knight of Elderslie, của nhà thơ thế kỷ 15 Blind Harry. Bài thơ này là nền tảng cho kịch bản của bộ phim Braveheart của đạo diễn Mel Gibson.

### Tư liệu
- Third-millennium-library.com Lưu trữ ngày 29 tháng 12 năm 2010 tại Wayback Machine, The Life of Sir William Wallace (by John D. Carryck) in btm format
- Skyelander.orgfree.com, William Wallace and Battles of Stirling and Falkirk
- Stirling.gov.uk Lưu trữ ngày 13 tháng 8 năm 2009 tại Wayback Machine, Wallace and Bruce
- Scottisharchivesforschools.org Lưu trữ ngày 1 tháng 10 năm 2013 tại Wayback Machine, The Lübeck letter